# Bell Aliant
Bell Aliant, anciennement Aliant Telecom inc. (TSX : BA.UN), est une entreprise de télécommunications canadienne offrant des services dans les provinces du centre et de l'est du Canada.
La compagnie Aliant Telecom inc. est née en 1999 de la fusion de quatre compagnies de télécommunications :
- Maritime Telephone and Telegraph Company (de la province de Nouvelle-Écosse) ;
- Bruncor (en), société mère de NBTel (de la province du Nouveau-Brunswick) ;
- Island Telephone Company (de la province de l'Île-du-Prince-Édouard) ;
- NewTel Enterprises (en), société mère de NewTel Communications (de la province de Terre-Neuve-et-Labrador).

En 2006, Aliant Telecom inc. est devenue Bell Aliant à la suite d'un transfert d'activités avec Bell Canada :
- Aliant a transféré à Bell Canada ses activités de téléphonie mobile dans les provinces du Canada Atlantique (Nouvelle-Écosse, Nouveau-Brunswick, Île-du-Prince-Édouard et Terre-Neuve-et-Labrador) ;
- Bell Canada a transféré à Aliant ses activités de téléphonie fixe et ses activités d'accès Internet dans la plupart des régions peu densément peuplées du Québec et de l'Ontario.

En juillet 2014, Bell Canada a fait l'acquisition de la participation qu'il ne détenait pas dans Bell Aliant, soit 47 % des parts de l'entreprise, pour 3,95 milliards de dollars canadiens. En annonçant cette acquisition, Bell Canada a indiqué que la marque Bell Aliant continuerait d'être utilisée dans le Canada Atlantique,.

## Historique
La société actuelle est le successeur d’Aliant Telecom inc., issue de la fusion en 1999 de la Maritime Telephone and Telegraph Company (MT&T), d’Island Telephone Company (détenue majoritairement par MT&T), de Bruncor (en) (société mère de NBTel) et de NewTel Enterprises (en) (société mère de NewTel Communications), alors les quatre principales compagnies de téléphone titulaires en Nouvelle-Écosse, à l’Île-du-Prince-Édouard, au Nouveau-Brunswick et à Terre-Neuve-et-Labrador, respectivement. Avant la fusion, Bell Canada était le principal actionnaire de MT&T, de Bruncor et de NewTel Enterprises. Lors de la fusion, Bell Canada a reçu une participation de 53 % dans la société fusionnée. Au moment de la création d’Aliant inc., les dirigeants des quatre sociétés fusionnées sont convenus d’une stratégie de gestion coopérative selon laquelle aucune province en particulier n’aurait un siège social de Bell Aliant ; au lieu de cela, les fonctions du siège étaient réparties entre les territoires de ses sociétés constituantes.
Le 14 avril 2006, Bell et Aliant ont annoncé leur intention de fusionner leurs activités. Plus précisément, les activités à forte croissance de téléphonie sans fil et de vente de réseaux d’Aliant seraient respectivement intégrées aux activités de Bell Mobilité et de Bell World. Aliant, dans le cadre d’une nouvelle structure de fiducie de revenu, acquerrait les activités de téléphonie fixe régionales de Bell (c’est-à-dire hors des grands centres urbains) en Ontario et au Québec. Cela a créé des défis importants pour l'intégration dans une compagnie exclusivement anglophone des employés du Québec qui avaient toujours travaillé pour une compagnie opérant exclusivement en français. La transaction a été finalisée le 10 juillet 2006 et a vu la nomination de Stephen Wetmore, anciennement de Bell, au poste de président et chef de la direction. Bell Canada a conservé 45 % de la société Aliant restructurée. Des parts de la fiducie représentant 28,5 % de Bell Aliant ont été distribuées aux actionnaires de BCE, la société mère de Bell Canada. Les actionnaires de l'ancienne Aliant inc. ont reçu des parts représentant 26,5 % de la société.
L’objectif de la restructuration était de dissocier les éléments les plus stables (et à faible croissance) des avoirs de Bell, à savoir les opérations filaires sur des marchés relativement peu concurrentiels, afin de satisfaire les investisseurs. La restructuration ne devait pas avoir d'impact sur les consommateurs en matière de tarification ou de forfaits existants. Pendant ce temps, Bell Canada continuait de contrôler entièrement ses activités sans fil, par satellite et par fibre optique partout au Canada, ainsi que ses activités filaires dans les grands centres comme Toronto, Ottawa, Montréal et les régions avoisinantes.
Le 1er janvier 2013, Bell Aliant a finalisé l'achat de Dryden Municipal Telephone Service (en) (DMTS), une compagnie de téléphonie municipale située à Dryden, en Ontario.
Le 23 juillet 2014, BCE, la société mère de Bell Canada, a annoncé qu'elle privatiserait Bell Aliant en faisant l'acquisition de la participation des actionnaires minoritaires de Bell Aliant. Le 3 octobre 2014, BCE a annoncé qu'elle avait mené à bien son offre publique d'achat visant la totalité des actions ordinaires en circulation de Bell Aliant. Le 3 novembre 2014, BCE a annoncé la clôture officielle de la transaction, BCE ayant acquis toutes les actions ordinaires restantes de Bell Aliant non acquises au terme de l'offre publique d'achat de BCE au moyen d'une acquisition forcée prenant effet le 31 octobre 2014. Les actions ordinaires de Bell Aliant ont été radiées de la Bourse de Toronto (TSX) le 31 octobre 2014,.
En octobre 2014, Bell Aliant a finalisé l'acquisition de Ontera (en), la division de télécommunications de la Ontario Northland Transportation Commission (en) (une société de la Couronne du gouvernement de l'Ontario).

## Opérations
Actuellement, la société exerce ses activités sous le nom de Bell Aliant dans le Canada Atlantique. Ses services étaient connus simplement sous le nom d'Aliant jusqu'à l'été 2008. Ses services sans fil sont passés à la marque Bell Canada en avril 2008.
Au Canada Atlantique, les services de Bell Aliant comprennent l’accès à Internet à haut débit et par ligne commutée, le service téléphonique filaire et la télévision IPTV. Ses principaux concurrents sont les câblodistributeurs historiques de la région, EastLink (en) (en Nouvelle-Écosse, à l'Île-du-Prince-Édouard et à Terre-Neuve-et-Labrador) et Rogers Communications (au Nouveau-Brunswick). En 2015, s'est ajouté Island Telecom (en), un fournisseur de services de fibre optique à l’Île-du-Prince-Édouard.
En 2009, Bell Aliant a lancé FibreOp, qui est maintenant commercialisé sous le nom du produit équivalent de Bell Canada, Fibe.

## Indicatifs régionaux
Bell Aliant utilise les indicatifs régionaux suivants (certains sont partagés avec d'autres compagnies de téléphone, notamment Bell Canada) :
- indicatifs régionaux 902 et 782 ;
- indicatif régional 506 ;
- indicatif régional 709 ;
- indicatifs régionaux 418 et 581 ;
- indicatifs régionaux 819 et 873 ;
- indicatifs régionaux 705 et 249 ;
- indicatif régional 807.